# Ullsfjord
De Ullsfjord (Noord-Samisch: Moskavuotna) is een fjord in de gemeentes Tromsø, Karlsøy en Lyngen in de provincie Troms og Finnmark in het noordoosten van Noorwegen. Het fjord is 75 kilometer lang en ligt aan de westzijde van het Lyngenschiereiland waarop de Lyngen Alpen gelegen zijn. Het fjord Kjosen is een aftakking van het fjord richting het oosten en richting het westen met het fjord Grøtsundet. De eilanden Reinøya en Karlsøya liggen aan de westzijde in het noordelijk deel van het fjord. Het zuidelijk deel van het fjord staat ook bekend als Sørfjorden.